# Verwaltungsgemeinschaft Nienburg (Saale) (bis 2005)
In der Verwaltungsgemeinschaft Nienburg (Saale) waren im sachsen-anhaltischen Landkreis Bernburg die Gemeinden Gerbitz, Latdorf, Neugattersleben, Pobzig und Wedlitz sowie die Stadt Nienburg (Saale) zusammengeschlossen. Verwaltungssitz war Nienburg (Saale). Am 1. Januar 2005 wurde sie mit der Verwaltungsgemeinschaft Bernburg-Land zur neuen, (gleichnamigen) Verwaltungsgemeinschaft Nienburg (Saale) zusammengeschlossen.